# Manuel Heitor
Manuel Frederico Tojal de Valsassina Heitor (Lisboa, 21 de setembro de 1958) é um professor universitário e político português, que foi ministro da Ciência, Tecnologia e Ensino Superior do XXI e XXII Governos Constitucionais.

## Biografia
Filho de Frederico Lúcio de Valsassina Heitor (17 de julho de 1930 - 2010), comendador da Ordem da Instrução Pública a 9 de junho de 1995, trineto por via feminina de um barão de Valsassina na Áustria, diretor do Colégio Valsassina, membro honorário da Ordem da Instrução Pública a 9 de novembro de 1985, e comendador da Ordem da Instrução Pública, e de sua mulher Maria Manuela de Oliveira Tojal (1933 - Lisboa, 25 de março de 2017), irmão dos arquitetos Frederico Valsassina e Teresa Heitor, e neto materno do também arquiteto Raul Tojal, Manuel Heitor frequentou o Colégio Valsassina.

## Formação académica
Manuel Heitor licenciou-se em Engenharia Mecânica pelo Instituto Superior Técnico da Universidade Técnica de Lisboa em 1981, doutorou-se, em 1985, na mesma área, no domínio da Combustão Experimental, pelo Imperial College de Londres e obteve o título de agregado pela Universidade Técnica de Lisboa em 1992.
Realizou um pós-doutoramento na Universidade da Califórnia, em San Diego.

## Ensino e investigação
É professor catedrático do Instituto Superior Técnico, instituição onde tem desenvolvido a sua carreira académica, inicialmente na área de Mecânica de Fluidos e Combustão Experimental, e, mais recentemente, coordenando os programas de doutoramento daquele Instituto nas áreas da «Engenharia e Políticas Públicas» e da «Engenharia de Concepção e Sistemas Avançados de Manufactura».
Desempenhou as funções de Presidente Adjunto do Instituto Superior Técnico entre 1993 e 1998.
Desde o início dos anos 90 do século XX tem-se dedicado ao estudo de políticas de ciência, tecnologia e inovação, incluindo as políticas e gestão do ensino superior.
Dirige o «Centro de Estudos em Inovação, Tecnologia e Politicas de Desenvolvimento, IN+», do Instituto Superior Técnico, cuja fundação promoveu em 1998.
Em 2005, este Centro foi nomeado como um dos Top 50 global centres of research on Management of Technology, pela International Association for the Management of Technology.
Foi Professor Visitante na Universidade Harvard no ano letivo de 2011-2012.
É Research Fellow da Universidade do Texas em Austin, no Instituto IC2, Innovation, Creativity and Capital.
Em julho 2015 promoveu em Portugal o Manifesto «O Conhecimento como Futuro» e, mais recentemente, a declaração internacional «Knowledge as Our Common Future».

## Atividade política

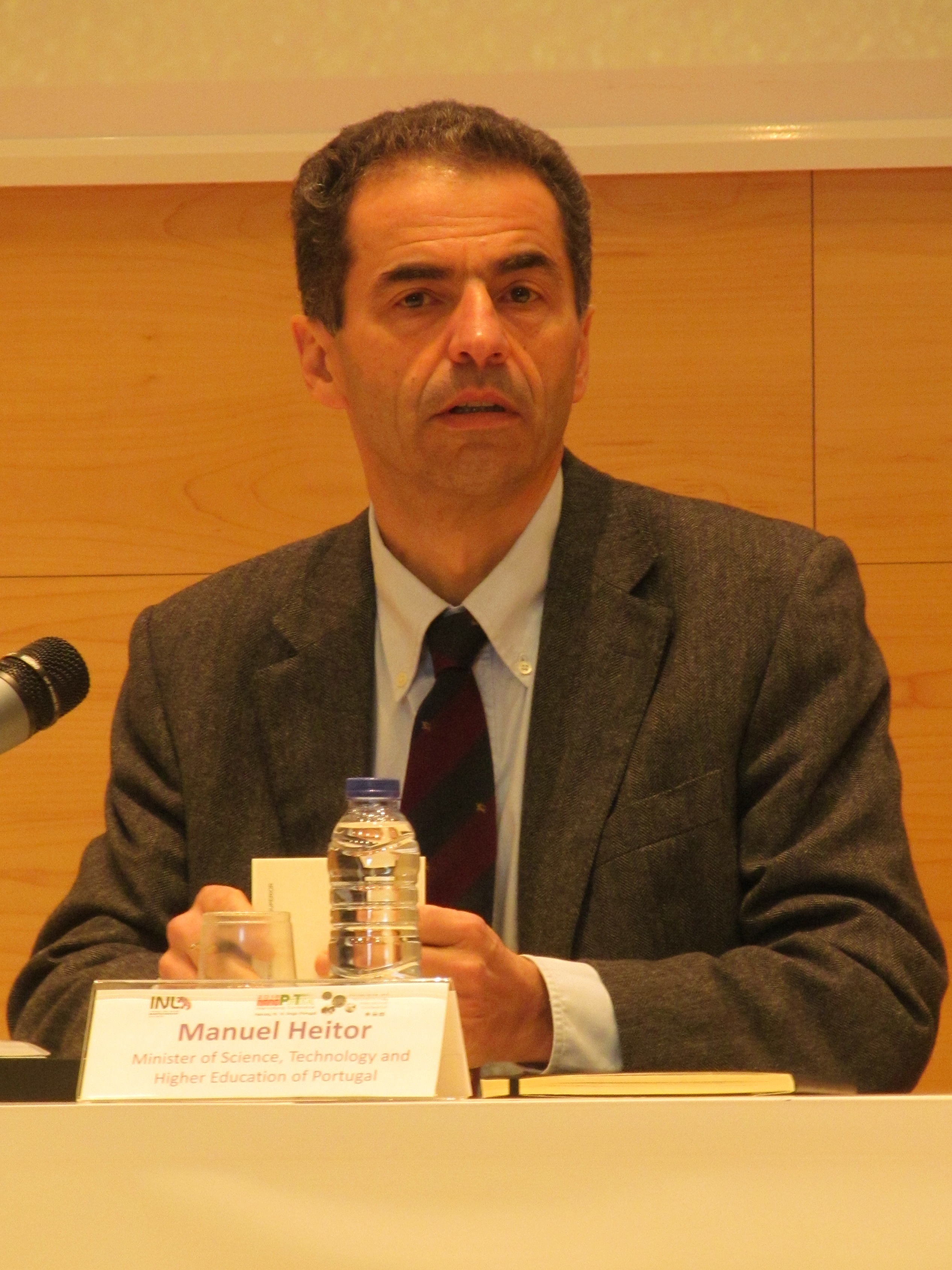
Manuel Heitor em Fevereiro de 2016

Foi Secretário de Estado da Ciência, Tecnologia e Ensino Superior, dos XVII e XVIII Governos, entre março de 2005 e junho de 2011.
Nestas funções participou ativamente na modernização do sistema de ensino português e no aumento do financiamento público e privado para atividades de ciência e tecnologia.
Nesta funções desenvolveu igualmente a conceção e concretização de consórcios internacionais em investigação e formação avançada entre universidades portuguesas e norte americanas, envolvendo redes temáticas de ciência e tecnologia.
É ministro da Ciência, Tecnologia e Ensino Superior desde 2015.
Em 2021 Manuel Heitor anunciou a criação de mais três escolas de Medicina em Évora, Aveiro e Vila Real.